# Montreux
Montreux (antiguamente en alemán Muchtern) es una ciudad y comuna suiza del cantón de Vaud, situada en el distrito de Riviera-Pays-d'Enhaut. La ciudad se encuentra localizada en la ribera septentrional del lago Lemán, a los pies de los Alpes y tiene una población, a partir de diciembre de 2012, de 25.946 y cercano a los 90.000 con los alrededores.
La comuna formó parte hasta el 31 de diciembre de 2007 del distrito de Vevey, círculo de Montreux.

## Historia
El primer asentamiento fue un pueblo en Baugy, durante la Edad del Bronce Final. Montreux se encuentra en la costa noreste del lago Lemán, en el cruce de una vía Romana sobre el Paso del Simplón, donde los caminos a la capital romana Aventicum, y el camino hacia la Galia a través de Besanzón se separan. Esto hizo que fuera un asentamiento importante en la época romana. Se han descubierto una villa romana de entre los siglos II-IV y un cementerio de los siglos VI-VII.
En el siglo XII, se introdujo la viticultura en la región, y las soleadas laderas del lago, desde Lavaux hasta Montreux se convirtió en una región vinícola importante. Montreux es mencionada por primera vez en 1215 como Mustruel. En 1295, el obispo de Sion, vendió la parroquia de Montreux a Girard de Oron. En 1317, se divide entre los señores de Oron (Le Châtelard), y los condes de Saboya (Les Planches). Una Cofradía del Espíritu Santo administró fincas y un hospital en Montreux a partir de 1309.
La región fue objeto de varios príncipes, sobre todo de los príncipes de Saboya desde el lado sur del lago. Unificaron el territorio que comprende el actual cantón de Vaud y eran generalmente soberanos populares.
Después de la guerra de Borgoña en el siglo XV, los berneses ocuparon la región sin resistencia, una indicación de la debilidad de los príncipes de Saboya. Bajo el dominio Oberland (1536-1798) perteneció a la Bailía de Chillón (rebautizada en 1735 en la Bailía de Vevey).
La Reforma hizo que la región alrededor de Montreux y Vevey fuera un refugio atractivo para los hugonotes de Italia, que trajeron sus habilidades artesanales y establecieron talleres y empresas.
La abadía de Les Echarpes fue fundada en 1626.
En 1798, Napoleón liberó la región del Oberland. En el siglo XIX, la industria del turismo se convirtió en una salida comercial importante, con los grandes hoteles de Montreux que atraen a los ricos y cultos de Europa y América.
Comenzando el siglo XIX hubo tres municipios independientes que compartían una autoridad central. Esta Diputación Provincial se compone de cuatro diputados de Le Châtelard, dos de Les Planches y uno de Veytaux. La iglesia, la plaza del mercado de La Rouvenaz, la escuela secundaria (el edificio era de 1872 y 1897) y el matadero (1912) estaban en manos de la Diputación Provincial. Cada municipio tiene sus propios impuestos y un alcalde. En 1962, los municipios de Le Châtelard y Les Planches se fusionaron, mientras que Veytaux se mantuvo independiente.

## Geografía
Montreux tiene un área, a partir de 2009, de 33,4 km². De esta superficie, 8,47 km² (el 25,4 %) se utiliza para fines agrícolas, mientras que 16,93 km² (50,7 %) está cubierta de bosques. Del resto de la tierra, 6,37 km² (19,1 %) está edificado (edificios o carreteras), 0,08 km² (0,2 %) son ríos o lagos y 1,59 km² (4,8 %) es tierra improductiva.
Del área construida, los edificios hacen el 10,9 % y las carreteras el 6,3 %. En las tierras forestales, el 47 % de la superficie total de la tierra es muy boscosa y el 3,1 % está cubierta de huertas o pequeños grupos de árboles. De las tierras arables, el 0,4 % se usa para cultivos en crecimiento y el 8,8 % son pastos, mientras que el 1,6 % se utiliza para huertos o cultivos de vid y el 14,7 % se usa para pastos alpinos. Toda el agua en el municipio es agua corriente.
El municipio formó parte del distrito de Vevey hasta que se disolvió el 31 de agosto de 2006, y Montreux se convirtió en parte del nuevo distrito de Riviera-Pays-d'Enhaut.
El municipio se extiende desde el lago de Ginebra a los pies de los Alpes Suizos (Rochers-de-Naye). Incluye a los antiguos municipios de Montreux-Les Planches (hasta 1952 Les Planches) y Montreux-Le Châtelard (hasta 1952 Le Châtelard). Fue formado en 1962 con la fusión de los dos municipios anteriores.

### Clima
| Parámetros climáticos promedio de Montreux-Clarens (normales 1961–1990) | Parámetros climáticos promedio de Montreux-Clarens (normales 1961–1990) | Parámetros climáticos promedio de Montreux-Clarens (normales 1961–1990) | Parámetros climáticos promedio de Montreux-Clarens (normales 1961–1990) | Parámetros climáticos promedio de Montreux-Clarens (normales 1961–1990) | Parámetros climáticos promedio de Montreux-Clarens (normales 1961–1990) | Parámetros climáticos promedio de Montreux-Clarens (normales 1961–1990) | Parámetros climáticos promedio de Montreux-Clarens (normales 1961–1990) | Parámetros climáticos promedio de Montreux-Clarens (normales 1961–1990) | Parámetros climáticos promedio de Montreux-Clarens (normales 1961–1990) | Parámetros climáticos promedio de Montreux-Clarens (normales 1961–1990) | Parámetros climáticos promedio de Montreux-Clarens (normales 1961–1990) | Parámetros climáticos promedio de Montreux-Clarens (normales 1961–1990) | Parámetros climáticos promedio de Montreux-Clarens (normales 1961–1990) |
| Mes                                                                     | Ene.                                                                    | Feb.                                                                    | Mar.                                                                    | Abr.                                                                    | May.                                                                    | Jun.                                                                    | Jul.                                                                    | Ago.                                                                    | Sep.                                                                    | Oct.                                                                    | Nov.                                                                    | Dic.                                                                    | Anual                                                                   |
| ----------------------------------------------------------------------- | ----------------------------------------------------------------------- | ----------------------------------------------------------------------- | ----------------------------------------------------------------------- | ----------------------------------------------------------------------- | ----------------------------------------------------------------------- | ----------------------------------------------------------------------- | ----------------------------------------------------------------------- | ----------------------------------------------------------------------- | ----------------------------------------------------------------------- | ----------------------------------------------------------------------- | ----------------------------------------------------------------------- | ----------------------------------------------------------------------- | ----------------------------------------------------------------------- |
| Temp. máx. media (°C)                                                   | 4.5                                                                     | 6.2                                                                     | 9.6                                                                     | 13.9                                                                    | 18.2                                                                    | 21.8                                                                    | 24.9                                                                    | 23.9                                                                    | 20.5                                                                    | 15.2                                                                    | 9.3                                                                     | 5.5                                                                     | 14.5                                                                    |
| Temp. media (°C)                                                        | 1.5                                                                     | 2.8                                                                     | 5.4                                                                     | 9.1                                                                     | 13.3                                                                    | 16.7                                                                    | 19.3                                                                    | 18.6                                                                    | 15.5                                                                    | 10.9                                                                    | 5.8                                                                     | 2.4                                                                     | 10.1                                                                    |
| Temp. mín. media (°C)                                                   | -0.8                                                                    | 0.3                                                                     | 2.4                                                                     | 5.5                                                                     | 9.5                                                                     | 12.8                                                                    | 15.1                                                                    | 14.7                                                                    | 12.0                                                                    | 8.0                                                                     | 3.3                                                                     | 0.0                                                                     | 6.9                                                                     |
| Precipitación total (mm)                                                | 90                                                                      | 86                                                                      | 104                                                                     | 109                                                                     | 119                                                                     | 157                                                                     | 130                                                                     | 158                                                                     | 117                                                                     | 104                                                                     | 114                                                                     | 91                                                                      | 1379                                                                    |
| Nevadas (cm)                                                            | 10                                                                      | 8                                                                       | 4                                                                       | 1                                                                       | 0                                                                       | 0                                                                       | 0                                                                       | 0                                                                       | 0                                                                       | 0                                                                       | 3                                                                       | 8                                                                       | 34                                                                      |
| Días de precipitaciones (≥ 1.0 mm)                                      | 11.6                                                                    | 10.6                                                                    | 12.4                                                                    | 11.9                                                                    | 13.8                                                                    | 13.1                                                                    | 10.3                                                                    | 12                                                                      | 9.5                                                                     | 8.9                                                                     | 11                                                                      | 11.3                                                                    | 136.4                                                                   |
| Días de nevadas (≥ 1.0 cm)                                              | 2.7                                                                     | 1.9                                                                     | 0.9                                                                     | 0.3                                                                     | 0.0                                                                     | 0.0                                                                     | 0.0                                                                     | 0.0                                                                     | 0.0                                                                     | 0.0                                                                     | 0.8                                                                     | 2.0                                                                     | 8.6                                                                     |
| Humedad relativa (%)                                                    | 81                                                                      | 77                                                                      | 73                                                                      | 70                                                                      | 71                                                                      | 71                                                                      | 69                                                                      | 72                                                                      | 76                                                                      | 81                                                                      | 80                                                                      | 81                                                                      | 75                                                                      |
| Fuente: MeteoSwiss                                                      |                                                                         |                                                                         |                                                                         |                                                                         |                                                                         |                                                                         |                                                                         |                                                                         |                                                                         |                                                                         |                                                                         |                                                                         |                                                                         |

## Demografía

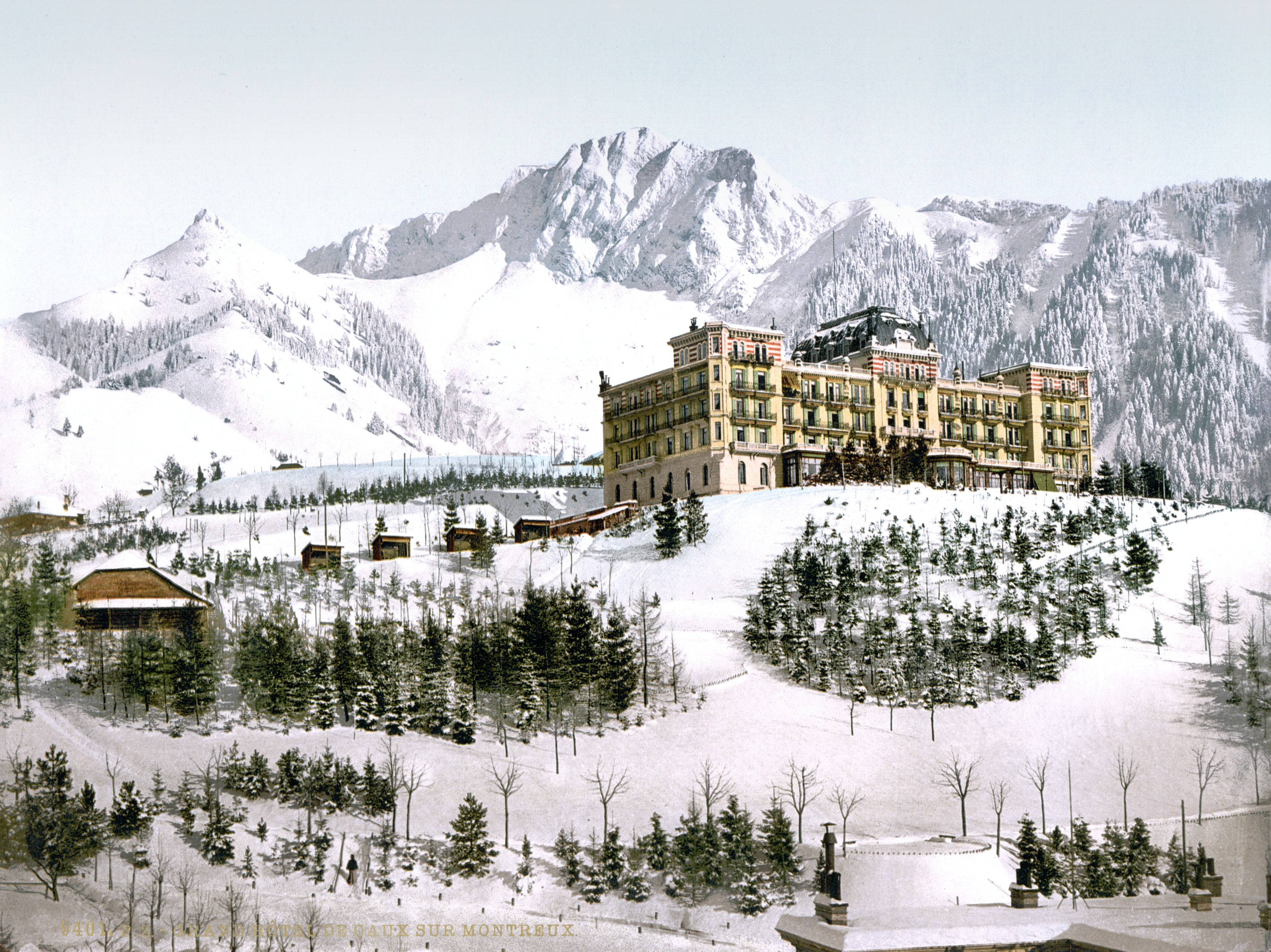

Montreux tiene una población (en diciembre de 2012) de 25 456. A partir de 2008, el 44,2 % de la población son extranjeros residentes. En los últimos 10 años (1999-2009) la población ha cambiado a un ritmo del 14,7 %. Ha cambiado a una tasa del 22,3 % debido a la migración y a una tasa del -0,8 % debido a los nacimientos y muertes.
La mayor parte de la población (en el 2000) habla francés (16 695 o 74,4 %) como su primer idioma, siendo el alemán el segundo más común (1398 o 6,2 %) e italiano el tercero (897 o 4 %). Hay 9 personas que hablan el romanche.
La distribución por edades, a fecha de 2009, en Montreux es; 2050 niños entre 0 y 9 años de edad, 3021 adolescentes de entre 10 y 19 años. De la población adulta, 4.216 personas están entre 20 y 29 años de edad. 3016 personas están entre 30 y 39 años, 3552 entre 40 y 49 y 3048 entre 50 y 59 años. La distribución demográfica de los mayores es de 2565 entre 60 y 69 años, 1795 entre 70 y 79, 1.206 entre 80 y 89, y hay 263 personas que tienen 90 años o más.
La población histórica está en la siguiente tabla:

## Cultura

### Freddie Mercury en Montreux
Freddie Mercury, en sus últimos años de vida, compró un apartamento en Montreux, donde pasaba varios días de vacaciones cada año. Además, Queen compró unos estudios en la ciudad en 1979, donde hoy en día se encuentra un museo para todos aquellos amantes de la banda o del mismo Freddie. El museo está sobre el famoso Casino de Montreux, y es el museo Queen Studio Experience.
Cabe mencionar la famosa estatua que se alza frente al lago Lemán.

### Smoke on the water
La canción Smoke on the water, de Deep Purple, narra un suceso que le ocurrió en esta localidad al grupo mientras grababan un disco. En un descanso de la grabación fueron a ver un concierto de Frank Zappa, y hubo un incendio en el teatro donde este tocaba.

### Museos
- Museo del Vieux-Montreux
- Nuevo Museo Ruzo
- Audiorama Museo nacional suizo del audiovisual

### Monumentos

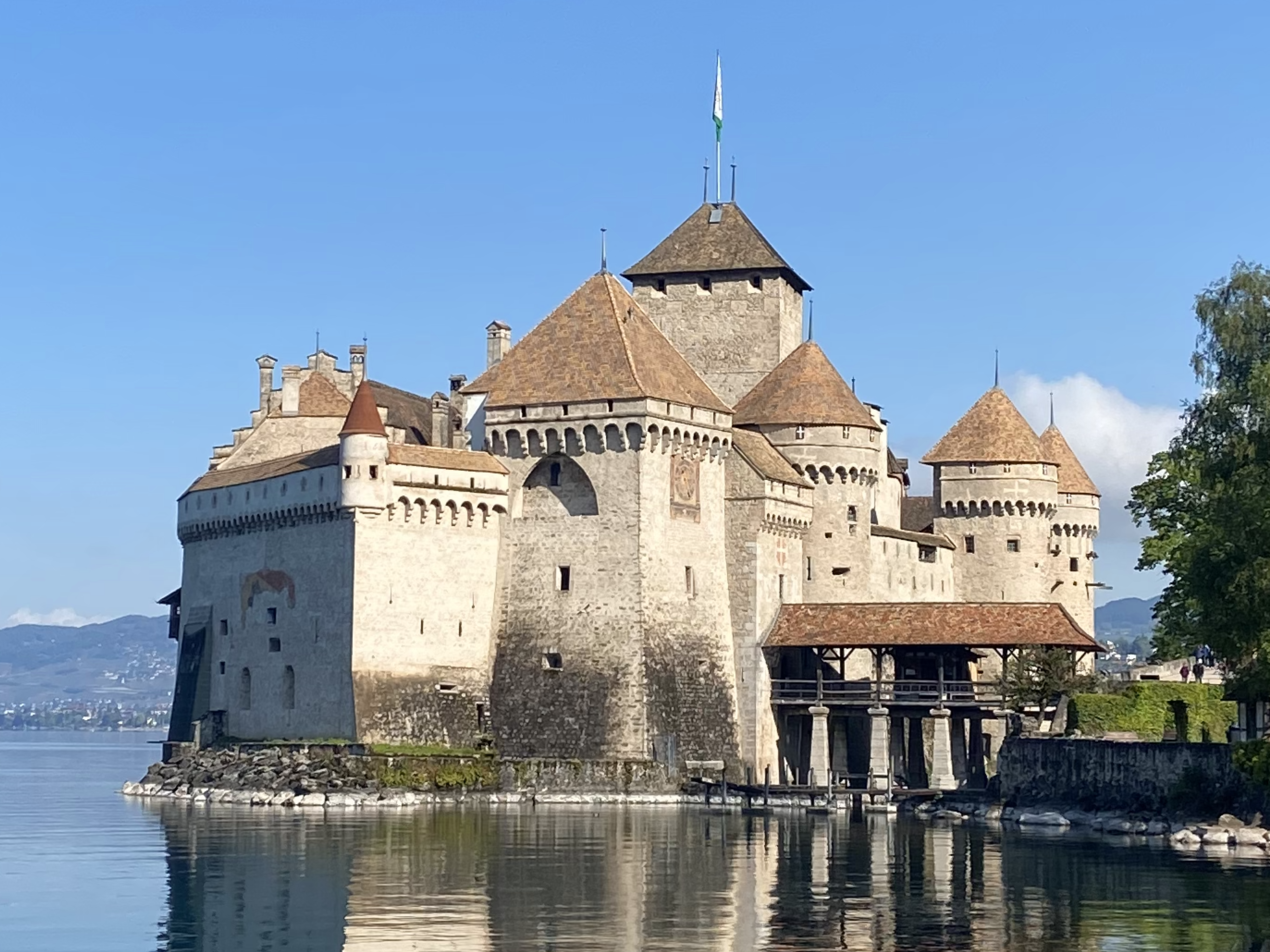
Castillo de Chillon a orillas del lago Lemán.

- El Castillo de Chillon (Se puede visitar)
- Castillo de Crêtes à Clarens
- Castillo de Châtelard (Se puede visitar solicitando reserva previa)
- Estatua de Freddie Mercury a la orilla del lago

### Distinciones
- Premio Wakker de 1990

### Festivales
- Festival de Jazz de Montreux
- Festival Coral de Montreux
- Septiembre musical Montreux-Vevey
- Festival de la risa

### Turismo
- Visitar Les quais
- Visitar La Estatua a Freddie Mercury

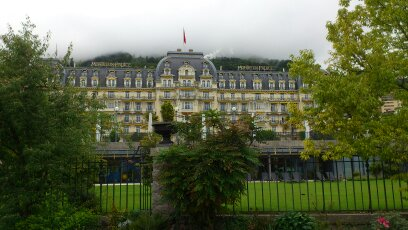
Montreux Palace

## Transporte
Ferrocarril
Cuenta con una estación ferroviaria en el centro de la ciudad de la que parten numerosos trenes de cercanías (RER Vaud), de ámbito regional y de larga distancia, incluyendo trenes internacionales. Por ella pasan las siguientes líneas ferroviarias:
- Línea SBB-CFF-FFS Lausana-Brig(-Milán).
- Línea de vía métrica Montreux-Oberland Bernois (MOB).
- Línea de vía métrica Montreux-Glion-Rochers de Naye (MGN).

Además de la estación de Montreux, también existen otras estaciones en la línea Lausana - Brig dentro de la comuna, como son la estación de Clarens o la estación de Territet donde paran trenes de la red RER Vaud, o apeaderos en las líneas de vía estrecha.
Otros transportes
- Funicular Territet-Glion (pendiente de 57%). Enlaza en Glion con el ferrocarril Montreux - Glion - Rochers de Naye.
- Embarcadero para los grandes barcos que navegan en el lago Lemán.
- Autopista A9,  15 Montreux.

## Ciudades hermanadas
- Menton
- Wiesbaden
- Chiba